# Ponte Eiffel
A Ponte Eiffel, também referida como Ponte Rodo-Ferroviária de Viana do Castelo, Ponte Metálica sobre o Rio Lima e Ponte Metálica Ferroviária e Rodoviária sobre o Rio Lima, é uma estrutura que transporta a Linha do Minho e a Estrada Nacional 13 sobre o Rio Lima, junto à cidade de Viana do Castelo, em Portugal. Liga a atual freguesia de Viana do Castelo (Santa Maria Maior e Monserrate) e Meadela, na margem norte, à freguesia de Darque, no sítio do Cais Novo, na margem sul, ambas no Município e no Distrito de Viana do Castelo.

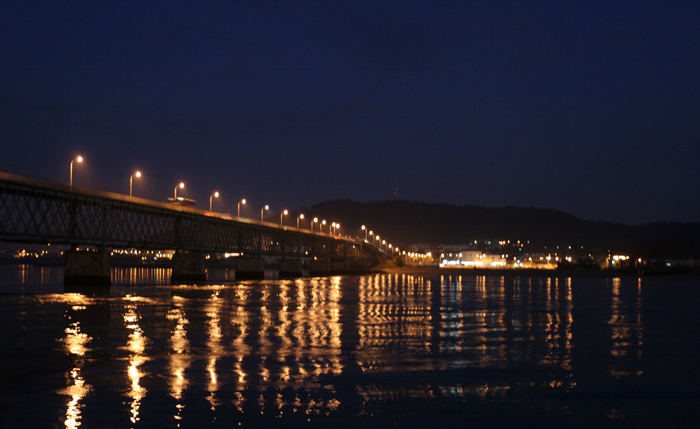
Ponte Eiffel de noite, em 2005.

## Caracterização
Esta ponte possui um comprimento total de cerca de 645 m, sendo considerada, pelas suas dimensões, como uma obra monumental.
É composto por dois tabuleiros metálicos, sendo o superior rodoviário e o inferior ferroviário, que têm uma extensão de 562 m, e estão divididos em dez tramos contínuos de vigas rectas, utilizando vigas de rótula múltipla.
é sustida por onze pilares de alvenaria e cantaria (em forma sub-circular), em que dois desses pilares se situam nas margens – pegões-encontro. O vão mínimo entre dois pilares é de 46,08 m.
É um símbolo da arquitetura do Ferro em Portugal.

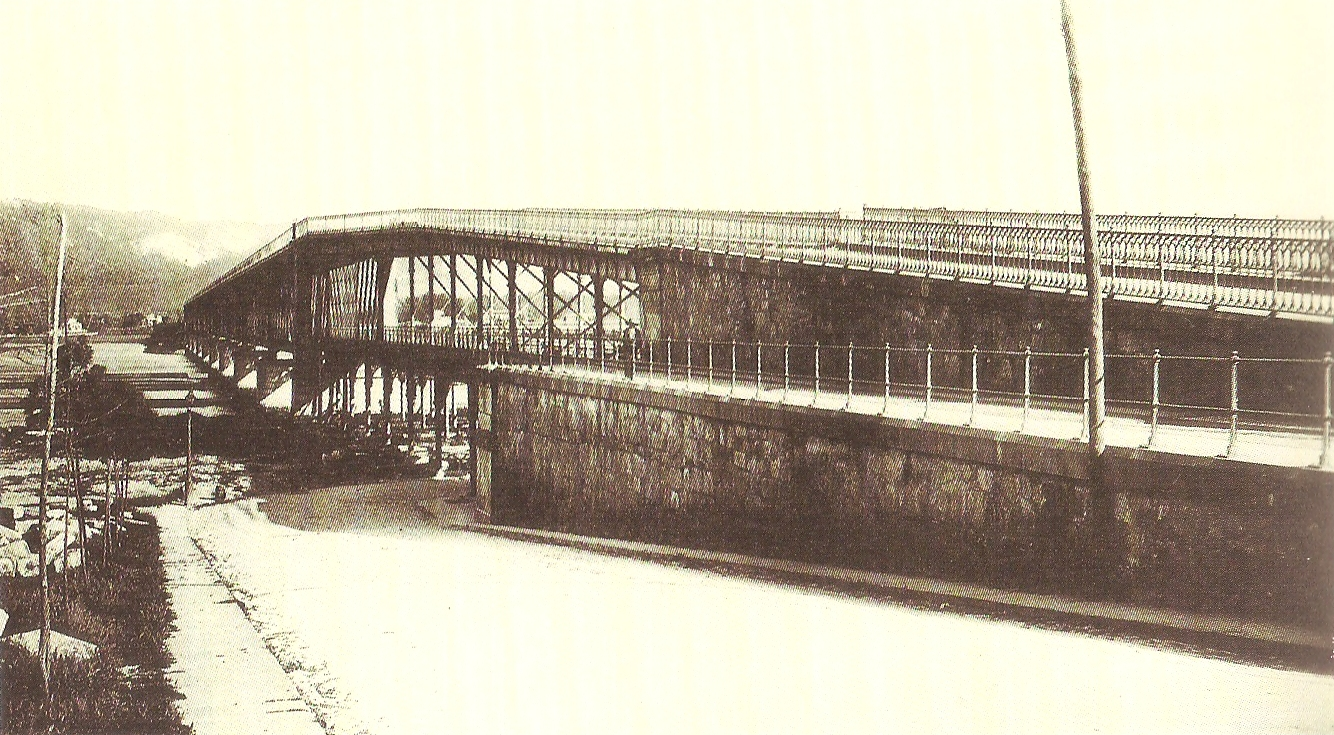
Ponte Eiffel, fotografada por Emílio Biel.

## História

### Antecedentes e planeamento
Em meados do século XIX, o principal meio de transporte em Viana do Castelo era o fluvial, utilizando o Rio Lima, devido ao estado muito primitivo em que se encontrava a rede rodoviária. Esta situação só se modificou a partir da década de 1850, com a criação do Ministério das Obras Públicas, Comércio e Indústria em 22 de Julho de 1852, que deu um grande impulso aos transportes terrestres no país. Assim, em 1856 foi concluída a estrada macadamizada do Porto a Viana do Castelo, passando por Barcelos e Famalicão. Originalmente, a travessia do Rio Lima era feita a bordo de uma barca do concelho, tendo posteriormente sido substituída por uma ponte em madeira, cuja construção foi autorizada em 1807. No entanto, devido às Invasões francesas, as obras só começaram entre 1818 e 1820. Esta ponte ligava os mesmos locais onde a barca atracava, ou seja, a Praça do Príncipe, na margem direita, ao Cais de São Lourenço, na margem esquerda. A ponte foi desde o princípio considerada como uma solução provisória, tendo-se previsto para depois a sua substituição por uma de pedra. No entanto, as receitas provenientes da portagem eram consideravelmente iguais às despesas de conservação, pelo que o Juiz de Fora de Viana, que administrava a ponte, não conseguia reunir os capitais suficientes para a construção da nova ponte.

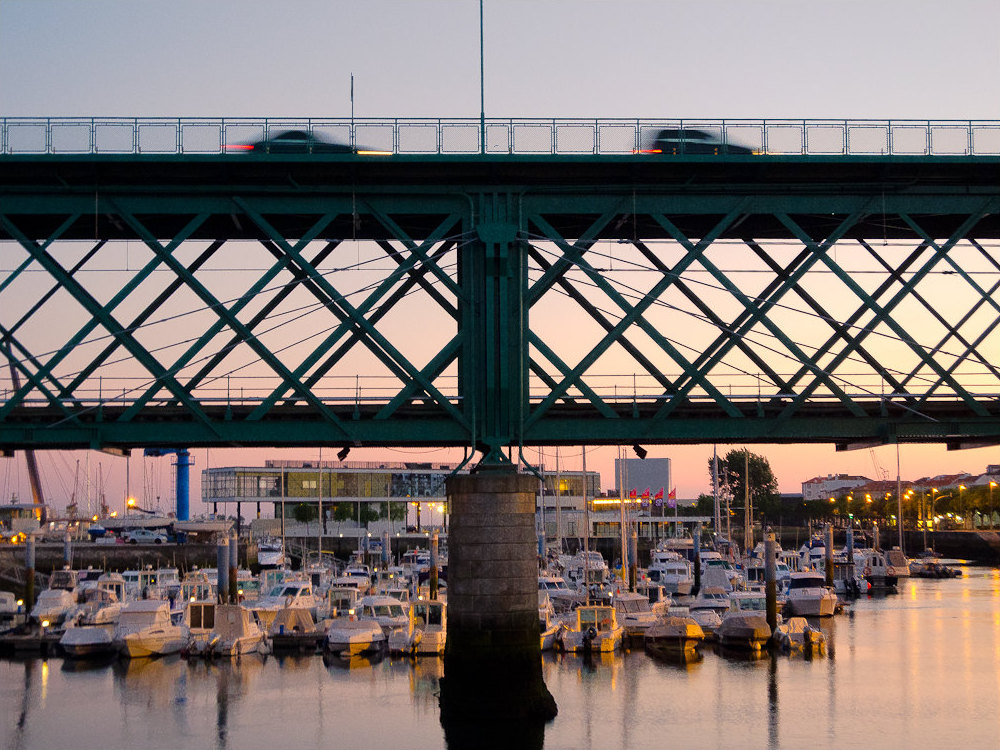
Ponte Eiffel em 2011, com a marina ao fundo.

### Planeamento
Em 21 de Julho de 1852, uma carta de lei ordenou a realização de obras de forma a melhorar o porto e a barra de Viana do Castelo, e a construção de uma nova ponte sobre o Rio Lima, devido ao mau estado de conservação em que a antiga estrutura se encontrava. Um engenheiro inglês, John Rennie, estudou a situação a pedido de Fontes Pereira de Melo, tendo apontado no seu relatório que a ponte de estacas era um grande obstáculo ao movimento das marés, dificultando consideravelmente o funcionamento regular do Porto de Viana do Castelo, pelo que aconselhava a sua demolição e substituição por uma nova estrutura, que tivesse vãos superiores a 50 pés de altura, e cujos pilares fossem tão estreitos quanto possível. O Conselho Superior de Obras Públicas, reunido em 30 de Março de 1857, determinou que o seu director devia ser incumbido de apresentar um novo projecto, tendo as primeiras propostas para a nova ponte, apresentadas pelo conselheiro Plácido António Cunha de Abreu e John Rennie em 1855, sugerido a sua construção a cerca de 150 metros a montante da antiga estrutura, dando desta forma continuidade directa à Estrada Real n.º 4, que necessitava de uma inflexão a jusante para aceder à ponte de madeira. Em 1875, foi determinado que a nova ponte devia ser construída no local proposto em 1855, e que teria dois tabuleiros, sendo o inferior destinado à via férrea. Porém, estes planos não foram totalmente aceites, tendo-se formado uma segunda corrente de opinião acerca do local onde deveria ser instalada a nova ponte. Uma carta de lei de 1867 autorizou a construção da Linha do Minho, tendo-se planeado desde o princípio que este caminho de ferro deveria circular pela faixa litoral a Norte de Viana do Castelo. Assim, pensou-se em fazer atravessar a Linha a ocidente da cidade, cerca de 1500 m a jusante da de madeira, reduzindo desta forma a necessidade de realizar dispendiosas expropriações e evitando que a via férrea cercasse o núcleo urbano, constituindo assim um obstáculo ao seu desenvolvimento. No entanto, de forma a permitir o tráfego das embarcações, o tabuleiro teria de ser colocado a uma maior elevação, aumentando assim a complexidade técnica e os custos de construção da ponte em si e dos acessos, especialmente do caminho de ferro, que exigia menores inclinações. Em contraste, a instalação da nova ponte junto à antiga requereria extensivas expropriações, uma vez que aquela área era densamente construída, além que não se podia proceder à demolição do Convento de São Bento, pois ainda não tinham falecido as últimas freiras. Assim, o plano para a nova ponte foi fixado a cerca de trezentos metros a montante da de madeira, com o viaduto na margem direita a passar junto ao limite oriental da cerca do Convento de São Bento, tendo sido da autoria do engenheiro francês Gustave Eiffel.
Em 1876, a autarquia enviou uma representação ao rei, chamando a atenção para os graves problemas que resultariam da utilização de dois tabuleiros sobrepostos, uma vez que o tabuleiro rodoviário ficaria muito acima do nível do rio, obrigando à instalação de rampas nas duas margens, que, além de dispendiosas, também seriam de difícil acesso e constituiriam um obstáculo a futuros melhoramentos. Assim, propunham uma solução alternativa, na qual os dois tabuleiros estariam paralelos, ao nível do cais. No entanto, esta sugestão não foi atendida, demonstrando o nulo impacto do poder local no processo de planeamento da ponte, que foi directamente coordenado pelo governo central.

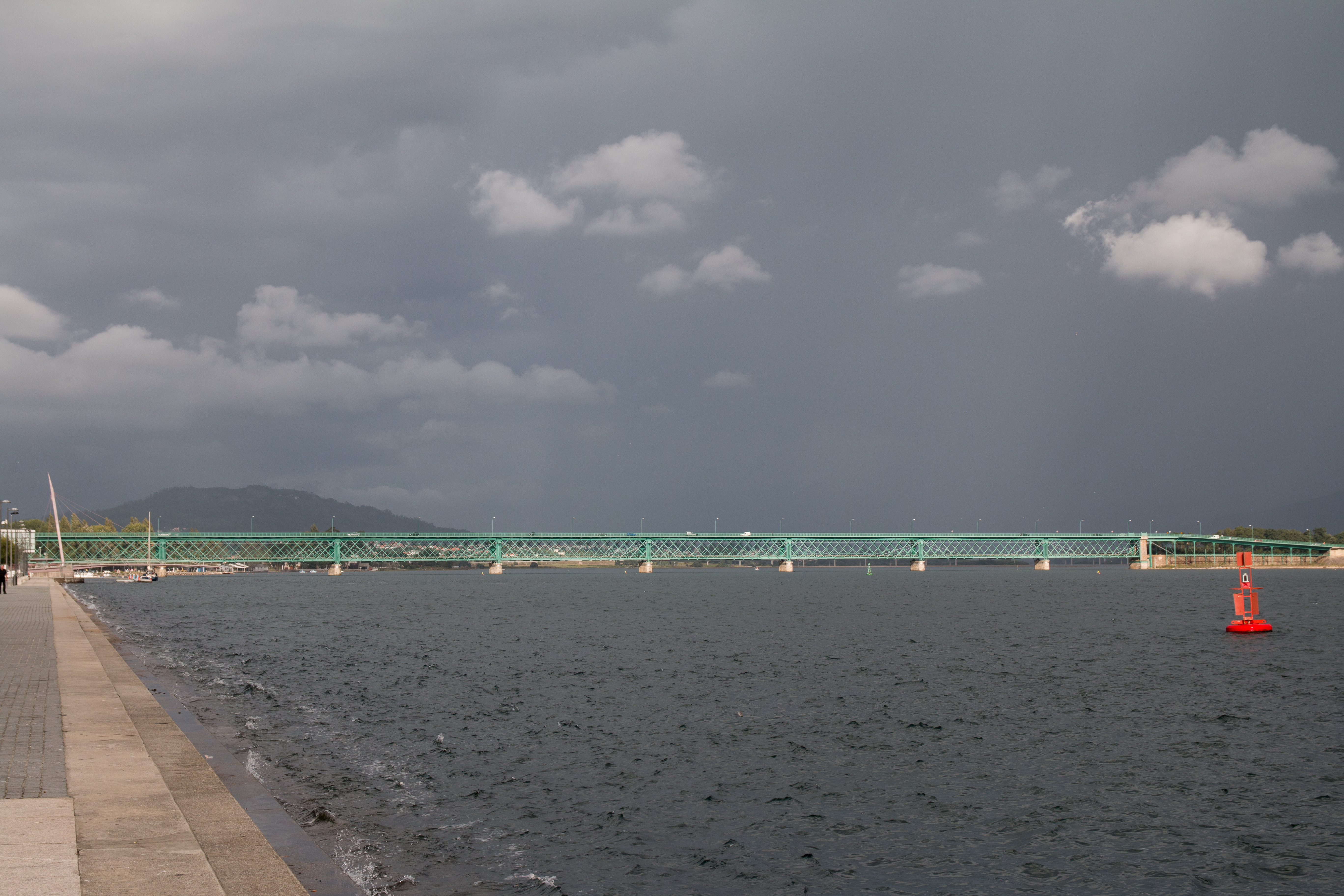
Ponte Eiffel, em 2014.

### Construção e inauguração
A empresa de Gustave Eiffel também foi encarregada pela construção, que foi dirigida pelos engenheiros João Matos e Boaventura Vieira. As obras começaram em Março de 1877 e foram concluídas em Maio do ano seguinte. Em 30 de Junho de 1878, foi inaugurado o troço entre Darque e Caminha, tendo a cerimónia sido feita no edifício provisório da Estação de Viana do Castelo. Este troço entrou ao serviço no dia 1 de Julho. A construção da ponte, junto com a implementação da via férrea e o alargamento da zona portuária, modificaram profundamente a cidade de Viana do Castelo.

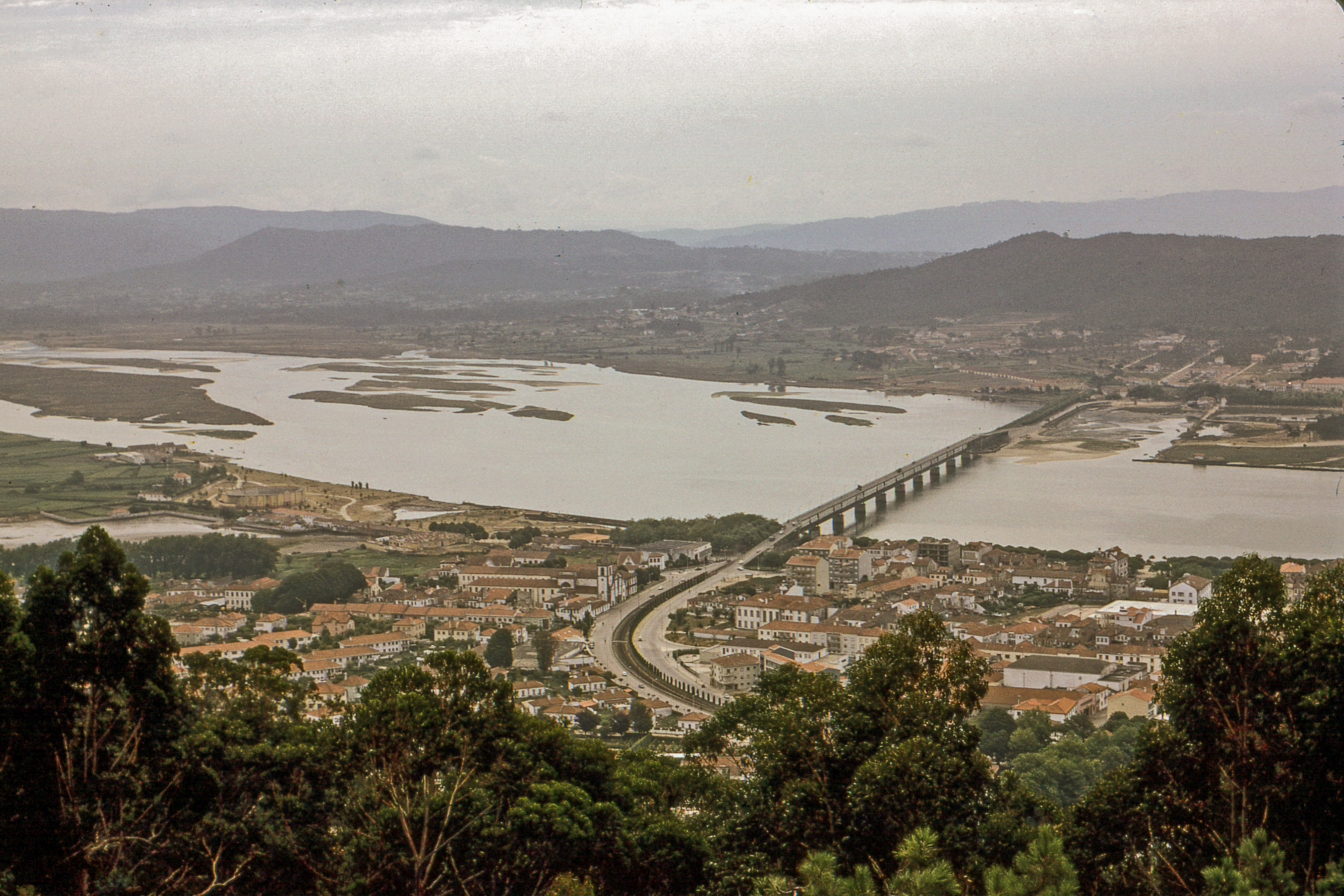
Vista geral da Ponte, em 1967.

### Remodelação
Em 1936, a Companhia dos Caminhos de Ferro Portugueses fez grandes obras de reparação nesta ponte. Nos finais do século XX, foi alvo de grandes obras de beneficiação, como parte de um programa da empresa Caminhos de Ferro Portugueses para reabilitar as suas pontes metálicas, e permitir que continuassem em serviço. Esta intervenção incluiu a instalação de cabos de pré-esforço às estruturas metálicas.
Em 2007, toda a estrutura recebeu uma grande intervenção de reabilitação, que durou quase dois anos e que custou 15 milhões de euros. A intervenção aumentou a largura do tabuleiro de 6,88 metros para oito metros, seis dos quais para a faixa de rodagem e os restantes para dois passeios de um metro de largura cada.[carece de fontes?]
Em 2014, a travessia foi alvo de uma empreitada de substituição integral do piso do tabuleiro rodoviário, que se encontrava “totalmente esburacado”.[carece de fontes?]
A última intervenção realizada na ponte centenária foi realizada em 2016, para a substituição dos aparelhos de apoio da travessia rodoferroviária sobre o rio Lima, num investimento de 117.790 euros.[carece de fontes?]

### Classificação
Em Outubro de 2020, a Direção-Geral do Património Cultural propôs a classificação da ponte como Monumento Nacional.